# World Class Baseball
World Class Baseball, conocido en Japón como Power League, es un videojuego de béisbol que fue lanzada originalmente para PC Engine en 24 de junio de 1988 en Japón. También fue relanzada para la Consola Virtual de Wii en 17 de septiembre de 2007 en América del Norte y en 21 de septiembre de 2007 en Europa.
- Datos: Q8035526